# 灵芝二醇
灵芝二醇（英語：Ganodermadiol)，也称作灵芝醇B，（Ganoderol B），化学名(3β,24E)-羊毛甾-7,9(11),24-三烯-3,26-二醇，（(3β,24E)-lanosta-7,9(11),24-triene-3,26-diol）是一种天然的类固醇化合物，最早提取自灵芝属（学名：Ganoderma）的一些物种因而得名。